# Josh and S. A. M.
Josh and S.A.M. (titulada Josh y Sam en Hispanoamérica y Josh y S. A. M. en España) es una película estadounidense de 1993 dirigida por Billy Weber. Fue protagonizada por Jacob Tierney, Noah Fleiss, Martha Plimpton, Stephen Tobolowsky, Joan Allen, Chris Penn, Maury Chaykin, Ronald Guttman, Sean Baca y Jake Gyllenhaal. Distribuida por Columbia Pictures, la película se estrenó el 24 de noviembre de 1993 en Estados Unidos. 

## Sinopsis
Josh (Jacob Tierney) y Sam (Noah Fleiss) son dos hermanos de 12 y 7 años que afrontan un gran cambio en sus vidas cuando su madre (Joan Allen) está a punto de casarse con un contable francés (Ronald Guttman). Los niños son enviados a vivir con su padre (Stephen Tobolowsky) en Florida. Mientras tanto, el mayor, Josh, intenta convencer a Sam de que él es realmente un "S.A.M.", una especie de cuerpo de élite enviado a África para luchar en una guerra, de manera que los pequeños tienen que ir a Florida por ser una zona segura para cualquier "S.A.M."

## Argumento
Josh Whitney, de 12 años y su hermano menor de 7 años, Sam, se dirigen desde la casa de su madre en la región del Valle de San Fernando de California para ir a vivir con su padre Thom y su nueva familia en Orlando, Florida. Su madre está comprometida y a punto de volver a casarse con un hombre que a Josh no le gusta especialmente.
Josh, sintiéndose la oveja negra de la nueva familia de su padre, quiere vengarse de Sam por siempre estar del lado de sus hermanastros: Curtis, de 14 años y Leon, de 12 años. Sin querer, le lava el cerebro a su hermano menor, haciéndole creer que es un niño guerrero genéticamente diseñado y que su nombre es un acrónimo de "Mutante Estratégicamente Alterado". Tras una serie de coincidencias en las mentiras de Josh, Sam finalmente cree que es un S.A.M.
Mientras tanto, durante la cena, Thom les dice a los chicos que tienen que volar de vuelta a California para recoger sus pertenencias de su hogar californiano y llevarlas a casa de Thom, ya que su madre y su prometido planean mudarse a Europa durante un año y los chicos se mudarán con Thom.
De camino a California, una tormenta eléctrica cancela el vuelo de los chicos en Dallas, obligándolos a pasar la noche en un hotel. Josh, frustrado con su situación familiar, decide abandonar a Sam y su vida en el hotel. Mientras el personal del hotel está de guardia, Josh se cuela en una reunión de exalumnos del instituto y miente diciendo que su madre se había graduado.
Mientras irrumpe en el evento, Josh conoce a Derek Baxter, un hombre borracho que afirma haber tenido una relación con la mujer a la que le robó el pin. Antes de que Josh tenga tiempo de aclarar su mentira, Sam aparece y se une a los dos.
Derek lleva a los chicos a una casa al azar, donde Josh irrumpe con la esperanza de llamar a la policía. Al entrar, Derek ve una foto de la familia real y acusa a Josh de mentirle sobre todo lo que condujo al robo. En defensa propia, Sam golpea a Derek con una bola de billar y Josh lo golpea en la cabeza con un taco de billar, dejándolo inconsciente. Temiendo haber asesinado a Derek, los chicos huyen del lugar, robando su coche de alquiler en el proceso.
Con Josh en posesión de copias de las tarjetas de crédito y débito de su nuevo padrastro, los chicos conducen el coche robado por el Oeste de Estados Unidos, donde se encuentran con Allison, una fugitiva de Hannibal, Misuri, a quien creen que es "La Dama de la Libertad" en una situación fortuita basada en otra de las mentiras de Josh. Allison viaja con los chicos mientras el trío evade a las autoridades.
Durante una noche en un motel, Sam roba el coche y lo abandona a un lado de la carretera. Josh encuentra el coche robado, pero descubre que está averiado. Toma un autobús y ve a Sam escondido en la parte trasera de un camión con remolque. Al salir, se reúnen en el cruce fronterizo y entran ilegalmente a Canadá a través de una valla.
Josh intenta varias veces contarle a Sam la verdad de sus mentiras y lo envía de vuelta a Orlando. Josh, que se siente indeseado, se queda en Canadá.
Sam llega a Orlando, donde le cuenta a Thom el paradero de Josh. Thom le cuenta a Sam que fue a Dallas y habló con la policía de Dallas, y que la policía le dijo a Thom que Derek no fue asesinado por Josh, sino que quedó inconsciente al ser golpeado con el taco de billar.
Josh regresa a Orlando, y Sam lo recibe cambiando la situación, usando el truco del archivo informático para que lo documenten.

## Reparto
- Jacob Tierney - Joshua "Josh" Whitney
- Noah Fleiss - Sam "Asesino Sam" Whitney
- Martha Plimpton - Alison
- Stephen Tobolowsky - Thom Whitney
- Joan Allen - Caroline Whitney LaTourette
- Chris Penn - Derek Baxter
- Maury Chaykin - Hombre de las pizzas
- Ronald Guttman - Jean-Pierre LaTourette
- Sean Baca - Curtis Coleman
- Jake Gyllenhaal - Leon Coleman
- Danny Tamberelli - Niño pelirrojo

- Datos: Q1708524